# Дисконтирование
Дисконтирование — определение стоимости денежного потока путём приведения стоимости всех выплат к определённому моменту времени. Коэффициент дисконтирования необходим инвесторам.
Дисконтирование является базой для расчётов стоимости денег с учётом фактора времени.

## Дисконтирование
Приведение к моменту времени в прошлом называют дисконтированием.
Дисконтирование выполняется путём умножения будущих денежных потоков (потоков платежей) на коэффициент дисконтирования {\displaystyle k_{d}}:
{\displaystyle k_{d}={\frac {1}{(1+i)^{n}}}},
где
- {\displaystyle i} — процентная ставка,
- {\displaystyle n} — номер периода.

## Наращение
Приведение к моменту в будущем называют наращением (компаундированием).
Наращение к определённому моменту в будущем выполняется путём умножения прошлых денежных потоков (потоков платежей) на коэффициент наращения {\displaystyle k_{s}}:
{\displaystyle k_{s}=(1+i)^{n}}
где
- {\displaystyle i} — процентная ставка,
- {\displaystyle n} — номер периода.